# خوان لابورتا
خوان لابورتا إستروش (بالإنجليزية: Joan Laporta Estruch) (مواليد 29 يونيو 1962) هو محامي وسياسي إسباني والرئيس الحالي لنادي برشلونة. تخرج في جامعة برشلونة في تخصص المحاماة. كان متزوجا من كونستانزا إشيفاريا وانفصل عنها وله ثلاثة أبناء، وقد شغل منصب نائب في برلمان كاتالونيا بين عامي 2010 و2012. أثناء رئاسته الأولى مع نادي برشلونة تعاقد مع المدرب الهولندي فرانك ريكارد واللاعب البرازيلي رونالدينيو ولاعبين آخرين ساعدوا النادي بالعودة إلى منصات التتويج بعد غياب عدة سنوات، في عهد خوان لابورتا حقق نادي برشلونة إنجاز عندما حقق الفريق ستة ألقاب في عام واحد وتحديدًا في عام 2009. في يونيو 2010، انتهت مدة رئاستة وخلفه في منصب رئاسة نادي برشلونة ساندرو روسيل.

## إنجازاته مع نادي برشلونة
خلال رئاسته للنادي والتي امتدت سبعة أعوام حقق النادي 13 بطولة على النحو التالي:
- الدوري الإسباني 4 مرات مواسم (2004–05، 2005-06، 2008–09 و2009–10)
- دوري أبطال أوروبا مرتين موسمي 2005–06 و2008–09.
- كأس ملك إسبانيا مرتان موسم 2008–09، 2020–21.
- كأس السوبر الإسباني: 4 مرات أعوام 2005، 2006 و2009و2023.
- كأس العالم للأندية: مرة واحدة عام 2009.
- كأس السوبر الأوروبي مرة واحدة عام 2009.

## الطموحات السياسية
عقد لابورتا طموحات لدخول السياسة الإسبانية بعد انتهاء فترة رئاستة نادي برشلونة. عرف عنه في الماضي تأييده الحكم الذاتي الكاتالوني، خاض انتخابات رئاسة الأقليم لكن لم يحالفة الحظ.

## الانتخابات الرئاسية لنادي برشلونة 2015
شارك لابورتا في انتخابات رئاسة النادي التي جرت صيف العام 2015 , وقُبيل حملتة الانتخابية كان من أهم وعودة الانتخابية، عودة يوهان كرويف لمنصبة السابق كرئيس شرفي للنادي، وتعين لاعب النادي السابق ايريك أبيدال سفير للنادي، في 18 يوليو 2015 جرت انتخابات رئاسة النادي وأخفق لابورتا في تلك الانتخابات وتمكن السيد جوسيب ماريا بارتوميو الحفاظ على منصبه رئيساً للنادي لفتره رئاسية مدتها ستة سنوات بعد أن حصل على نسبة 54.6% من أصوات الناخبين، وحصل لابورتا على نسبة 33% من الأصوات.